# Sinularia procera
Sinularia procera är en korallart som beskrevs av Verseveldt 1977. Sinularia procera ingår i släktet Sinularia och familjen läderkoraller. Inga underarter finns listade i Catalogue of Life.